# 古伽兰那
在美索不达米亚神话中，古伽兰那（Gugalanna）是「大天牛」（古苏美尔语中“gu”=“牛”，“gal”=“伟大”，“an”=“天堂”“a”=“的”），苏美尔人的神，也是今天所称的黄道十二宫之一的金牛座。
古伽兰那是伊南娜女神因吉尔伽美什不肯接受她的爱情而专门派来报复他的天牛。 因南娜站在城墙上看到，古伽兰那迈动的双脚使大地颤动，但最终它还是被吉尔伽美什和恩奇杜（Enkidu）杀死并肢解。恩奇杜提着公牛的后腿对着伊南娜摇晃，并扬言如果抓住了她，也会如此这般地对待她。他的这种不虔诚的表现，激怒了众神，后来神降病于恩奇杜，让他死去。
古伽兰那是黑暗世界-地狱女王埃列什基伽勒女神的第一任丈夫。
从大约公元前3200始金牛座就成为北半球春分点的星座。它标志着古美索不达米亚宗教中的一个重要日子，农历“新年节”（Akitu）的开始（源自“á-ki-ti-še-gur10-ku5,”=播种大麦）。古伽兰那的死亡，代表着该星座被吉尔伽美什所象征的太阳光遮蔽而消失。
在该神话形成的年代里，新年节的春分，因岁差原因，地球自转轴指向的是金牛座而非白羊座。因此，每年的这个时候，受阳光的掩盖，金牛座就会消失。
在公元前4500年的早期女性陶俑时期...已消逝的一千年间，考古迹象表明公牛不仅用来为产奶的母牛配种，还用来拉犁，早期阶段的犁地和播种是同时进行。以此类推，掌管子宫及雨水、露水的周期的月牙，也被视同于公牛，因此，该动物与天、地之法及田地结合，成为了宇宙的象征。

## 另请参阅
- 神牛（英语：Sacred bull）

## 脚注
1. ↑  .   [2014-08-11]. （原始内容存档于2014-02-08）.
2. ↑  坎贝尔, 约瑟夫.  重印. 纽约: 企鹅图书. 1991年: 41. ISBN 0-14-019442-8.